# Thalmus Rasulala
Thalmus Rasulala (gebürtig: Jack Crowder; * 15. November 1939 in Miami, Florida, USA; † 9. Oktober 1991 in Albuquerque, New Mexico, USA) war ein US-amerikanischer Film- und Theaterschauspieler.

## Leben
Rasulala wuchs in Kalifornien auf, wo er Student der privaten University of Redlands war. Als junger Mann erlernte er bei einem Unternehmen in Los Angeles den Beruf eines Public-Relations-Agenten. Seinen Militärdienst versah er danach bei der United States Air Force, wo er als Koordinator für Verträge und Aufträge im Innendienst tätig war.
Anfang der 1960er Jahre begann Rasulala, damals noch unter seinem Geburtsnamen Jack Crowder, als Schauspieler zu arbeiten, und debütierte 1961 in einer Episode der Fernsehserie Tales of Wells Fargo. Zwischen Januar 1964 und Januar 1970 stand er in 2844 Aufführungen von Hello Dolly! am Broadway auf der Bühne und wurde 1968 mit dem Theatre World Award ausgezeichnet. Es sollte sein einziger Auftritt am Broadway sein, da Rasulala danach nurmehr an kleineren Theatern auftrat.
Erst nach zehn Jahren bei Theater und Fernsehen änderte er 1971 seinen Namen in das eher ungewöhnlich klingende Pseudonym Thalmus Rasulala. Insgesamt stand er rund 80-mal vor der Kamera, überwiegend in Fernsehserien. Darunter sind Kultformate wie Kobra, übernehmen Sie (1973), Kojak – Einsatz in Manhattan (1977), Cagney & Lacey (1985) oder zuletzt 1989 in Die Killer-Brigade und Raumschiff Enterprise: Das nächste Jahrhundert zu finden.
Rasulala, der Afroamerikaner war, erkrankte an Leukämie, starb jedoch im Oktober 1991 an einem Herzinfarkt, kurz vor seinem 52. Geburtstag.

## Filmografie (Auswahl)
- 1970: Nie wieder New York (The Out-of-Towners)
- 1972: Blacula
- 1974: Willie Dynamite (Daniels)
- 1975: Friday Foster
- 1975: Was nützt dem toten Hund ein Beefsteak? (Mr. Ricco)
- 1976: Der Letzte der harten Männer (The Last Hard Men)
- 1977: Roots (Roots) (Fernsehserie)
- 1992: Mom und Dad retten die Welt (Mom and Dad Save the World)